# Gouania pannigera
Gouania pannigera är en brakvedsväxtart som beskrevs av Louis René Tulasne. Gouania pannigera ingår i släktet Gouania och familjen brakvedsväxter. Inga underarter finns listade i Catalogue of Life.